# 松崎喬
松崎喬（まつざき たかし、1941年 - ）は、松崎喬造園設計事務所、（株）プランニングネットワーク技師長などを経て，現在大日本コンサルタント株式会社景観デザイン室上席技師。環境デザイナーで千葉大学園芸学部非常勤講師。2014年土木学会創立100周年記念切手原画デザインを担当。
1964年（昭和39年）千葉大学園芸学部造園学科卒。千葉大学園芸学部創立100周年記念事業キャンパス修景計画等検討委員会委員長。日光宇都宮道路で2002年土木学会デザイン賞。千葉東金道路・山武区間で2001年土木学会デザイン賞。ほかに津軽ダム下流工事用道路現道転落防止柵、など。
著書に『自動車道路のランドスケープ計画―環境と景観の立場からみた道路づくり』（ソフトサイエンス社，1997年、共著）
『造園実務必携』（朝倉書店、2018年、共著）
『緑の環境設計』（エヌジーティー、2002年、共著）
『ランドスケープの新しい波-明日の空間論を拓く-』（監修:現代ランドスケープ研究会 (株)メイプルプレス刊　1999年、共著）
など。